# Antoni Aherán
Antoni Aherán fou alcalde de Barcelona de gener a setembre de 1854. És conegut perquè el 2 de març de 1854 havia presentat un informe de 16 pàgines demanant l'enderroc de les muralles al·legant motius higiènics i econòmics, que va obtenir el suport tant de la Junta de Fàbriques de Catalunya i de la Societat Econòmica d'Amics del País com del governador civil Pascual Madoz. Finalment el 24 d'agost de 1854 es va signar el decret pel qual ordenava enderrocar les muralles de Barcelona, cosa que permetria expandir l'extensió del recinte urbà, que aleshores comprenia uns 150.000 habitants al que és actualment la Ciutat Vella de Barcelona.